# メモリアルジュエリー
メモリアルジュエリーとは、故人やペットの遺骨をペンダントやリングに納め、身につける手元供養のひとつである。